# 倉田秋
倉田秋（1988年11月26日—），日本足球運動員，現效力日職球隊大阪飛腳，前日本國家足球隊成員。

## 俱樂部生涯
在2019年3月30日日职第5轮大阪飛腳与神户胜利船的比赛中，大阪飛腳中场球员仓田秋达到了个人的日职聯賽第250次出场。他的日职处子赛是在2007年大阪飛腳与新潟天鹅的比赛。

## 國家隊生涯
仓田秋参加2015年东亚杯的时候，身披日本队13号球衣。
仓田秋在2017年10月6日与新西兰的麒麟杯上打进了代表国家队的处子进球，4天后对阵海地的比赛中他同样打进一球。
2017年12月，他被列入2017年东亚足球锦标赛的大名單，并在日本队的3场比赛中全部首发。

## 外部連結
- ガンバ大阪による公式プロフィール
- 倉田秋 – FIFA國際賽競賽紀錄 (存檔)（英文）